# Brian George

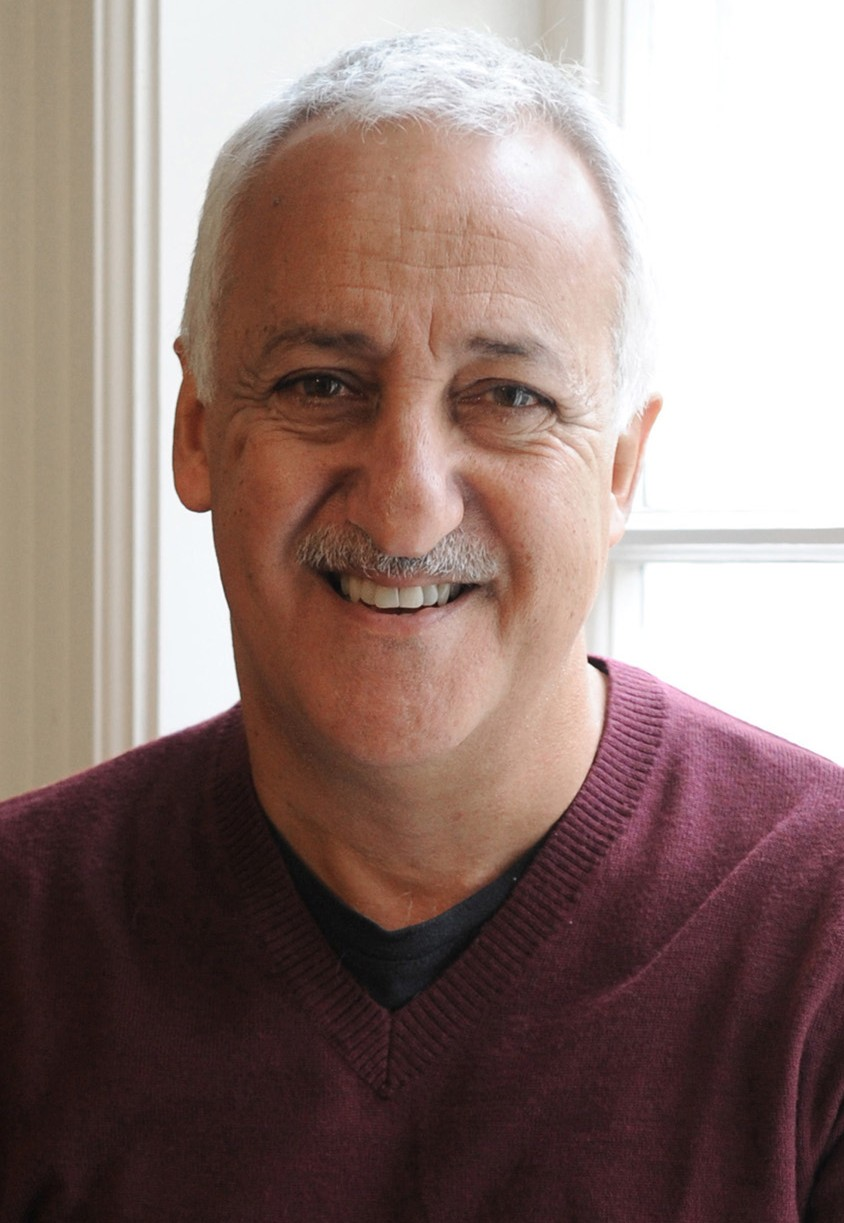
Brian George (2011)

Brian George (*  1. Juli 1952 in Jerusalem, Israel) ist ein israelischer Schauspieler und Synchronsprecher, der zumeist in US-amerikanischen Filmen und Fernsehserien mitwirkt. Bekanntheit erlangte er vor allem in der Rolle des pakistanischen Gastronomen Babu Bhatt in Seinfeld sowie des Vaters von Raj Koothrappali in The Big Bang Theory.

## Leben
Brian George wurde am 1. Juli 1952 als jüngstes von vier Geschwistern in Jerusalem geboren. Seine Eltern waren aus Indien nach Israel eingewandert. Sein Vater wurde im Irak geboren und wuchs in Mumbai auf, seine Mutter in Indien. Als George ein Jahr alt war, wanderte die Familie nach London aus. Dort besuchte George eine reine Jungen-Schule. Im Jahr 1966 zog die Familie nach Toronto, Kanada und er besuchte eine öffentliche Highschool, gefolgt von der University of Toronto, wo er erste Theatererfahrungen sammelte. Er verließ die Universität ohne Abschluss und gründete eine erfolglose Theatergruppe. Anschließend war er Mitglied der Comedy-Gruppe The Second City.

## Filmografie (Auswahl)
- 1984: Zwei Schlitzohren rechnen ab (Draw!, Fernsehfilm)
- 1985: Der Glücksbärchifilm (The Care Bears Movie, Stimme)
- 1986: Polizeirevier Hill Street (Hill Street Blues, Fernsehserie, Folge 7x08)
- 1986: Dennis the Menace (Fernsehserie, 65 Folgen, Stimme)
- 1987: Blind Date – Verabredung mit einer Unbekannten (Blind Date)
- 1987: Roxanne
- 1988: Palais Royale (Palais Royale)
- 1989: Cannonball Fieber – Auf dem Highway geht’s erst richtig los (Speed Zone!)
- 1989: Martians Go Home
- 1991–1998: Seinfeld (drei Folgen)
- 1991: Darkwing Duck (Fernsehserie, zwei Folgen, Stimme)
- 1992: Zurück in die Vergangenheit (Quantum Leap, Fernsehserie, Folge 4x19)
- 1992: Porco Rosso (Kurenai no buta, Stimme)
- 1993: Die Nanny (Fernsehserie, Folge 1x07)
- 1994–1996: L.I.S.A. – Der helle Wahnsinn (Weird Science, Fernsehserie, sechs Folgen)
- 1995: Eine unheimliche Familie zum Schreien (Here Come the Munsters, Fernsehfilm)
- 1995: Ellen (Fernsehserie, zwei Folgen)
- 1997: Star Trek: Deep Space Nine (Fernsehserie, Folge 5x16)
- 1997: Austin Powers – Das Schärfste, was Ihre Majestät zu bieten hat (Austin Powers: International Man of Mystery)
- 1997: Das Leben und Ich (Boy Meets World, Fernsehserie, Folge 5x08)
- 1998: Ground Control
- 1999: JAG – Im Auftrag der Ehre (JAG, Fernsehserie, Folge 4x13)
- 1999: Molly
- 1999: Inspektor Gadget
- 1999: Akte X – Die unheimlichen Fälle des FBI (The X-Files, Fernsehserie, Folge 7x02)
- 2000: Glauben ist alles! (Keeping the Faith)
- 2000: The Prime Gig
- 2000: Star Trek: Raumschiff Voyager (Star Trek: Voyager, Fernsehserie, Folge 7x03)
- 2000: Andromeda (Fernsehserie, Folge 1x07)
- 2001: Bob and Margaret (Fernsehserie, 26 Folgen, Stimme)
- 2001: Bubble Boy
- 2001: Beyond the City Limits
- 2001: Ghost World
- 2002: Live aus Bagdad
- 2002–2007: Kim Possible (Fernsehserie, zwölf Folgen, Stimme)
- 2004: Touch of Pink
- 2005: Two and a Half Men (Fernsehserie, Folge 2x14)
- 2005: Desperate Housewives (Fernsehserie, eine Folge)
- 2005: Dirty Love
- 2006: One Tree Hill (Fernsehserie, Folge 3x14)
- 2006: 4400 – Die Rückkehrer (The 4400, Fernsehserie, Folge 3x09)
- 2006: Employee of the Month
- 2006–2007: Avatar – Der Herr der Elemente (Avatar: The Last Airbender, Fernsehserie, vier Folgen, Stimme)
- 2007: Nur die Liebe hilft (Numb)
- 2007: Navy CIS (NCIS, Fernsehserie, Folge 4x23)
- 2007: Weeds – Kleine Deals unter Nachbarn (Weeds, Fernsehserie, Folge 3x14)
- 2007–2019: The Big Bang Theory (Fernsehserie, 16 Folgen)
- 2008: Numbers – Die Logik des Verbrechens (NUMB3RS, Fernsehserie, Folge 4x17)
- 2008: Shades of Ray
- 2008–2014:  The Clone Wars (Fernsehserie, zwölf Folgen, Stimme)
- 2009–2011: Die Pinguine aus Madagascar (The Penguins of Madagascar, Fernsehserie, fünf Folgen, Stimme)
- 2010: The Mentalist (Fernsehserie, Folge 2x16)
- 2011: Kill the Boss (Horrible Bosses, Stimme)
- 2012: Delhi Safari
- 2012: Hotel Transsilvanien (Hotel Transylvania, Stimme)
- 2013: 2 Broke Girls (Fernsehserie, Folge 2x18)
- 2013–2014: Once Upon a Time in Wonderland (Fernsehserie, zehn Folgen)
- 2014: Royal Pains (Fernsehserie, Folge 6x01)
- 2015: The Party Is Over
- 2015: Elementary (Fernsehserie, zwei Folgen)
- 2015: The Expanse (Fernsehserie, fünf Folgen)
- 2017: The Orville (Fernsehserie)
- 2017: Prison Break (Fernsehserie, Folge 5x04)
- 2018: Zuhause bei Raven (Fernsehserie, drei Folgen)
- 2018: I Feel Bad (Fernsehserie, zwölf Folgen)
- 2019: Pup Academy (Fernsehserie, drei Folgen)
- 2022: Star Wars: Geschichten der Jedi (Tales of the Jedi, Fernsehserie, Folge 1x03)